# Aphodaulacus saraevi
Aphodaulacus saraevi är en skalbaggsart som beskrevs av Nikolajev 2004. Aphodaulacus saraevi ingår i släktet Aphodaulacus och familjen Aphodiidae. Inga underarter finns listade i Catalogue of Life.